# Владислав Санґушко
Князь Владислав Ієронім Санґушко (пол. Władysław Hieronim Sanguszko; 20 вересня 1803, Славута, Російська імперія — 15 червня 1870, Канни, Франція) — представник роду Санґушків, син знаменитого генерала Євстахія Санґушка і Клементини Марії Терези з роду Чорторийських. Учасник Листопадового повстання 1830—1831 років. Посол національного сейму Галичини і австро-угорської державної ради (1861—1869).

## Біографія
Представник давнього і багатого княжого роду гербу Погоня. Другий син князя Євстахія Еразма Санґушка (1768—1844) і князівни Клементини Марії Терези Чорторийської (1780—1852). Молодший брат князя Романа Санґушка.
Брав участь у листопадовому повстанні 1830 року. Після поразки виїхав до Галичини, що тоді входила до складу Австро-Угорщини.
Активний учасник суспільно-політичного життя. Консервативний політик. Обирався депутатом (послом) Галицького Сейму, державного національного парламенту Австро-Угорщини.
Помер у Франції в Каннах. Похований в родовій усипальниці князів Санґушків на Старому цвинтарі у Тарнові.